# Parafia Wniebowzięcia Najświętszej Marii Panny w Rokitnie
Parafia pw. Najświętszej Marii Panny w Rokitnie – rzymskokatolicka parafia należąca do dekanatu błońskiego, archidiecezji warszawskiej, metropolii warszawskiej Kościoła katolickiego, znajduje się w województwie mazowieckim, powiat warszawski – zachodni, gmina Błonie.

## Historia
Najpierw istniała parafia w Rokitnie Dolnym od XI wieku pod wezwaniem. Św. Wojciecha. W końcu XIII wieku powstała druga parafia w Rokitnie Górnym pod wezwaniem. Św. Jakuba. Obie parafie istniały do XVII wieku. Był jednak problem z ich utrzymaniem. Dlatego biskup Mikołaj Stanisław Święcicki wydał pozwolenie na ich połączenie i wybudowanie jednego murowanego kościoła. W 1698 r. przystąpiono do budowy świątyni na miejscu kościoła pod wezwaniem św. Jakuba. Projekt wykonał Tomasz Belotti I, nadworny architekt Jana III Sobieskiego. Budowa wskutek wojen i rozbiorów trwała do 1883 r.
W czasie I wojny światowej w 1915 kościół został zniszczony. Ocalała tylko zakrystia i to w niej odprawiano wszystkie nabożeństwa. Ocalał również obraz Matki Bożej z głównego ołtarza. Po zakończeniu wojny przystąpiono do jego odbudowy. Konsekracja nowej świątyni nastąpiła w 1931 roku pod nowym wezwaniem Wniebowzięcia Najświętszej Marii Panny. 
W czasie II wojny światowej kościół ponownie został zniszczony i ograbiony. Jednak parafianie przystąpili do ponownej odbudowy budynku świątyni. Przed obrazem Najświętszej Marii Panny gromadzą się wierni, by wypraszać łaski dla siebie i Ojczyzny. O doznawanych łaskach świadczą wota. W czerwcu 1966 r. przed tym obrazem modlił się kardynał Stefan Wyszyński prosząc o błogosławieństwo na obchody milenijne. Pielgrzymował do tego miejsca jeszcze wiele razy i to on nazwał ją Wspomożycielką Prymasowską. Z tym sanktuarium związany był również biskup Bronisław Dąbrowski, który 10 czerwca 1945 r. otrzymał w nim święcenia kapłańskie.
Orioniści przejmują parafię w 1987 r. W 2004 r. świątynia ta została podniesiona do rangi sanktuarium diecezjalnego Archidiecezji Warszawskiej.

## Kalendarz pielgrzymkowy
Do sanktuarium przybywa wielu pielgrzymów. Co roku :
- w trzecią niedzielę czerwca przybywają mężczyźni z Warszawy z grupyTotus Tuus,
- w niedzielę po 8 września Bractwo Trzeźwości z Podkowy Leśnej,
- 5 sierpnia zatrzymuje się tu pielgrzymka niepełnosprawnych idąca z Warszawy na Jasną Górę.